# Зразкове (Пологівський район)
Зразко́ве — село в Україні, у Смирновській сільській громаді Пологівського району Запорізької області. Населення — 129 осіб.

## Географія
Село Зразкове розташоване за 145 км від обласного центру, 30 км від районного центру та 23 км на захід від селища Кам'янка, на березі річки Мокра Кінська, в місці впадання її в річку Кінська. Сусіднє село — Діброва (за 0,5 км). Найближча залізнична станція Більманка (за 10 км). Біля села виявлене поховання доби бронзи (І тисячоліття до н. ери).

## Історія
Село засноване у 1920 році вихідцями з села Кінські Роздори.
12 червня 2020 року, відповідно до розпорядження Кабінету Міністрів України від № 713-р «Про визначення адміністративних центрів та затвердження територій територіальних громад Запорізької області», село увійшло до складу Смирновської сільської громади.
19 липня 2020 року, в результаті адміністративно-територіальної реформи та ліквідації Більмацького району, село увійшло до складу новоутвореного Пологівського району.

## Економіка
- ТОВ «Зразкове».

## Об'єкти соціальної сфери
- Школа I—II ст.
- Дитячий садочок.
- Будинок культури.
- Амбулаторія.